# Hablando huevadas
Hablando huevadas (abreviado HH) es un videocast y espectáculo teatral peruano de improvisación y humor negro creado y presentado por los comediantes Jorge Luna y Ricardo Mendoza.
Cuenta, además, con un canal de YouTube con más de cinco millones de suscriptores en donde suben algunas presentaciones.

## Desarrollo del programa
El espectáculo se basa principalmente en el humor negro. El antropólogo Alex Huerta Mercado describe que el objetivo de este programa es que los comediantes se dirijan al público de manera cercana, de modo que muchas de sus vivencias resulten desafiantes para lo políticamente correcto y se identifiquen perfectamente con las de cualquier peruano común y corriente.
Aunque este espectáculo es de improvisación, sigue una estructura definida. Comienza con Jorge y Ricardo interactuando con algunas personas del público, a quienes denominan «personajes pintorescos», intercalando esto con anécdotas propias y chistes. Luego, conversan con el público de las zonas Golden y vip en la sección «tengo algo que decirte», y después pasan a dialogar con las personas de la zona general en la sección llamada «vidas extremas». Tras esto, anuncian el inicio formal del show y leen anécdotas de los asistentes en la sección «papelitos del público», antes de finalizar el programa. En algunas ocasiones, el espectáculo cuenta con algunos invitados, siendo el más destacado la periodista Rosa María Palacios, en el año 2021.
Todo este desarrollo se extiende por aproximadamente 3 horas en el teatro y 1:30 horas en la versión grabada para YouTube del show. Si bien algunos extractos se publican en TikTok por parte de cuentas aficionadas, la dupla cómica afirmó en el 2023 que no se recurre a esta red social por motivos de estrategia comercial.

## Historia
Comenzó como un podcast grabado para Instagram TV en 2019, inspirándose en el formato del programa de radio español Nadie sabe nada. El primer episodio fue grabado y publicado el 9 de abril de ese mismo año. Después de grabar siete episodios en su set, presentaron el octavo episodio en vivo por primera vez en un pequeño bar de Lima. Durante los primeros episodios del programa, contaron con las participaciones de personalidades del medio local.
Algunos meses después, ese mismo año, el espectáculo comenzó a presentarse en otras ciudades de Perú, mientras contaba con un equipo de colaboradores a quienes denominaron «exclavos». En 2020, el show tuvo su primera gira internacional, presentándose en escenarios de España, Italia, Japón y otros países. Fue al regresar de esta gira que Jorge y Ricardo tuvieron que pausar las presentaciones en vivo debido a la pandemia de COVID-19.
En 2022, el show se trasladó al Teatro Canout, que estaba en alquiler hasta que, en 2023, Jorge y Ricardo, la dupla principal del espectáculo, decidieron adquirir el teatro, ubicado en el distrito de Miraflores. El teatro estaba destinado a ser demolido, pero su alquiler y posterior compra lograron salvarlo. También, en 2022, la dupla de comediantes anunció su alianza con la productora Cathy Sáenz para producir sus nuevos espacios y competir con la televisión peruana. En su nuevo canal de YouTube, No Somos TV, se estrenó el programa derivativo Rescatando Huevadas.
En 2023, durante otra gira internacional, se presentaron por primera vez en el Teatro Grand Rex de Buenos Aires, Argentina. En septiembre de 2024, llevaron a cabo una nueva gira por Estados Unidos, durante la cual se presentaron por primera vez en el Madison Square Garden, contando como invitada a Magaly Medina. Las entradas se agotaron en menos de tres horas, por lo que la gira se extendió de Nueva York a Florida y Nueva Jersey.

## Controversias
Debido a la comedia basada en el humor negro, el espectáculo y sus protagonistas han sido objeto de diversas controversias en  el Perú, especialmente por las acusaciones de ataques verbales de los comediantes a varias personas, entre ellas, algunas conocidas. El comediante Christian Ysla afirmó que la dupla utilizó burlas a personas discapacitadas o del colectivo LGBT sin reconocer tales excesos. El actor Pold Gastello comparó el consumo del público del pódcast con el del programa Trampolín a la fama, ya que llevaban a cabo bromas pesadas de manera recurrente.
Los creadores Jorge Luna y Ricardo Mendoza afirmaron que su humor, si bien es soez, forma parte del lenguaje propio de cada uno y porque al público le gusta la descontextualización del humor del país. El periodista deportivo Gustavo Barnechea, exconductor de Versus, señaló que la personalidad mediática Jefferson Farfán adoptó ese estilo de humor para crear su propio pódcast. Algunas personalidades de internet que colaboraron con la producción de Hablando Huevadas han preferido distanciarse por diferencias creativas para trabajar en otros proyectos. Uno de ellos para La Roro Network,  canal en el que su fundador, Carlos Orozco, no suele ver a la dupla Luna-Mendoza.
En 2021, los comediantes fueron duramente criticados por un chiste sobre la hija de Melissa Paredes, modelo y actriz, y Rodrigo Cuba, futbolista, quienes pasaban por un reciente incidente mediático de infidelidad. En 2022, fueron denunciados por el Ministerio de la Mujer y Poblaciones Vulnerables por un chiste sobre personas con síndrome de Down. Ese mismo año, el Conadis pidió sancionar al programa por un chiste sobre personas con autismo. Por el hecho, el actor Carlos Alcántara separó a Ricardo Mendoza del elenco de la película ¡Asu mare! Los amigos, siendo reemplazado por Emilram Cossío.
En 2023, Jorge Luna, uno de los protagonistas del show, indicó que el espectáculo tenía varias denuncias del Estado peruano, algunas de ellas declaradas improcedentes. En 2024, el show recibió una nueva denuncia por parte del Conadis, debido a que un usuario compró una entrada para discapacitados sin serlo.
En el mismo año, los comediantes fueron duramente criticados por afirmar sin pruebas que la animadora infantil Yola Polastri, había consumido drogas junto al rockero argentino Charly García. De igual forma, fueron criticados por hacer un chiste sobre la muerte del actor Diego Bertie.
En 2024, el Instituto Nacional de Defensa de la Competencia y de la Protección de la Propiedad Intelectual de Perú denegó el registro de la marca «Hablando Huevadas» considerándola una frase común de connotación grosera y porque su uso en el pódcast para el público joven sería contraproducente para sus fines de formación y educación.

## Mercancía y productos licenciados
Debido a la creciente popularidad de la serie en su país de origen y en algunas zonas del extranjero, los comediantes Jorge Luna y Ricardo Mendoza decidieron sacar diversos productos relacionados al programa y comercializarlos, algunos siendo limitados mientas que otros no.
Una de sus primeras incursiones en el mercado sería en la venta de sus propias camisetas en el portal Comprando Huevadas, la cual fue cerrada posteriormente. En 2024 se lanzaría a la venta otro producto oficial del programa: los chocolates HH, producidos en colaboración con la empresa Machu Picchu Foods y comercializados en las afueras del Teatro Canout y en algunos supermercados de la franquicia Tottus. Esta marca lograría cosechar cierta popularidad en el país en cuestión de meses, llegando al millón de compras a mediados de diciembre del mismo año. Estos chocolates también se verían involucrados en una controversia debido a su eslogan «Dulce como Ricardo, marrón como Jorge» (haciendo referencia a los conductores del programa). El Ministerio de Cultura acusó a la marca de una presunta «discriminación», aunque el presentador Jorge Luna salió a responder asegurando que, usando esa lógica, «él se estaría discriminando a el mismo» y que «era culpable y víctima del delito».
Debido al reciente éxito del producto, Hablando Huevadas se diversificó y lanzó otros productos. De una colaboración con la hamburguesería Bembos, sacó su propio combo titulado «Te excediste». De igual manera, aprovechando la situación, lanzaron sus helados para la hamburguesería peruana, que recibieron los nombres de «El Inmortal» y «Tu Terror», ambos con un sabor similar al del chocolate.
En diciembre del 2024, aprovechando la temporada navideña, los presentadores del programa decidieron presentar su propio panetón. Este se haría en colaboración con la panificadora A&A SAC y seria comercializado de igual manera, en el Supermercado Tottus.

## Premios y reconocimientos
| Premiación                   | Año  | Categoría                                 | Nominación a                         | Resultado | Ref.   |
| ---------------------------- | ---- | ----------------------------------------- | ------------------------------------ | --------- | ------ |
| Premios Luces                | 2021 | Mejor programa digital de entretenimiento | Hablando Huevadas                    | Expulsado | [ 51 ] |
| Premios Luminy               | 2024 | Mejor creador de contenido del año        | Hablando Huevadas                    | Ganador   | [ 52 ] |
| Premios Luminy               | 2024 | Mejor canción del año                     | «Otra noche más» (con Liam Z)        | Nominado  | [ 52 ] |
| Premios Martín Fierro Latino | 2024 | Mejor canal de streaming                  | Hablando Huevadas (canal de YouTube) | Ganador   | [ 53 ] |